# Theobroma subincanum
Theobroma subincanum är en malvaväxtart som beskrevs av Carl Friedrich Philipp von Martius. Theobroma subincanum ingår i släktet Theobroma och familjen malvaväxter. Inga underarter finns listade i Catalogue of Life.